# Rhododendron sleumeri
Rhododendron sleumeri är en ljungväxtart som beskrevs av A. Gilli. Rhododendron sleumeri ingår i släktet rododendron, och familjen ljungväxter. Inga underarter finns listade i Catalogue of Life.